# 卡羅爾縣 (密西西比州)
卡羅爾縣（英語：Carroll County）是美國密西西比州中部的一個縣。面積1,643平方公里。根據美國2000年人口普查，共有人口10,769。縣治有二：韋登 (Vaiden)和卡羅頓。
成立於1833年12月23日，縣名紀念查尔斯·卡罗尔 (Charles Carroll of Carrollton)，《美國獨立宣言》簽署者中唯一的天主教徒及最晚去世者。